# Los Verdes de Villena
Los Verdes de Villena (en valencià, Els Verds de Villena) és un partit polític ecologista d'àmbit municipal. El seu àmbit d'actuació és el municipi de Villena, a l'Alt Vinalopó (País Valencià).
Els seus resultats a les eleccions municipals de 2011, on va traure 5 regidors a Villena, li van permetre al seu candidat Patxi Esquembre convertir-se en el primer alcalde ecologista de tot l'estat espanyol.
En l'àmbit no-local, el partit dona suport a Compromís.

## Història
Els Verds de Villena naix el 1986, quan arran del Referèndum sobre la permanència a l'OTAN de 1986, una sèrie de persones del municipi de tendències naturistes, ecologistes i antimilitaristes decideixen formar una alternativa política amb l'ecologisme polític com a referent.
En 1987, els Verds fan història en aconseguir el primer regidor d'un partit ecologista a tot l'estat espanyol, Francisco Navarro Maestre.
Els resultats electorals d'Els Verds han continuat millorant fins als 5 regidors a les eleccions municipals de 2011 (4.061 vots, el 22%), esdevenint segona força política municipal per davant del PSPV-PSOE, fet que va permetre al seu cap de llista, Patxi Esquembre, convertir-se en el primer alcalde ecologista de tot l'estat gràcies a un pacte tripartit entre Els Verds, el PSPV-PSOE i Villena Centro Democrático. A les eleccions municipals de 2015 no només va mantindre la seua presència a l'ajuntament sinó que, obtenint el número històric d'11 regidors, aconseguí governar amb majoria absoluta.
Pel que fa a les eleccions d'àmbit no-local, Els Verds de Villena van donar suport la candidatura del BLOC Nacionalista Valencià a les eleccions a les Corts Valencianes de 1999. En 2010, Els Verds van anunciar el seu suport a Coalició Compromís de cara a les eleccions a les Corts Valencianes de 2011, suport que es voria renovat de cara a la candidatura de Compromís-Q a les eleccions generals espanyoles de 2011.

## Relació amb Equo
Els Verds de Villena, vinculats als Verds d'Europa, van ser un dels 30 partits que van participar el 4 de juny de 2011 en una trobada organitzada per Equo per la posada en marxa del seu projecte polític. No obstant això, poc abans del primer congrés d'Equo (celebrat els dies 7 i 8 de juliol de 2012 a Madrid) Els Verds de Villena van anunciar l'abandonament del projecte, acusant Equo d'haver-se allunyat del seu propòsit inicial d'unir a tots els partits ecologistes d'Espanya i de no defensar la implantació d'Equo com a tal al País Valencià.
No obstant això, uns mesos després, Javier Esquembre, líder d'Els Verds de Villena i alcalde d'aquesta localitat, va demanar el vot per Equo Euskadi a les eleccions al Parlament Basc de 2012.